# Leopold Hasner von Artha
Leopold Hasner von Artha (15. března 1818 Praha – 5. června 1891 Bad Ischl) byl rakousko-uherský, respektive předlitavský právník a politik, v letech 1867–1870 ministr kultu a vyučování Předlitavska, pak v roce 1870 krátce předseda vlády Předlitavska (vláda Leopolda Hasnera).

## Biografie
V mládí studoval na Karlo-Ferdinandově univerzitě v Praze filozofii a od roku 1836 i právo. V roce 1842 získal titul doktora práv. Do roku 1848 pak pracoval jako justiční úředník. V letech 1848–1849 působil jako redaktor listu Prager Zeitung. Roku 1849 nastoupil jako pedagog na pražskou univerzitu. Vyučoval zde právní filozofii a od roku 1851 až do roku 1863 i národohospodářství.
Od počátku 60. let se angažoval v politice. Roku 1861 se stal poslancem Českého zemského sněmu a skrz něj byl zvolen v 1861 i za poslance Říšské rady (za městskou kurii v Čechách, obvod Praha-Staré Město). Poslancem Říšské rady se stal i v následujícím funkčním období od roku 1867. Již 17. května 1867 se ale vzdal mandátu, protože byl povolán do Panské sněmovny. Na Říšské radě patřil ke stoupencům liberální Ústavní strany a zastáncům centralizovaného demokratického rakouského státu.
V roce 1863 se stal prezidentem školské rady při státním ministerstvu, ovšem z tohoto postu odstoupil v roce 1865. Věnoval se pak nadále akademické práci, vyučoval národohospodářství na Vídeňské univerzitě, kde v ročníku 1867/1868 působil i jako její rektor.

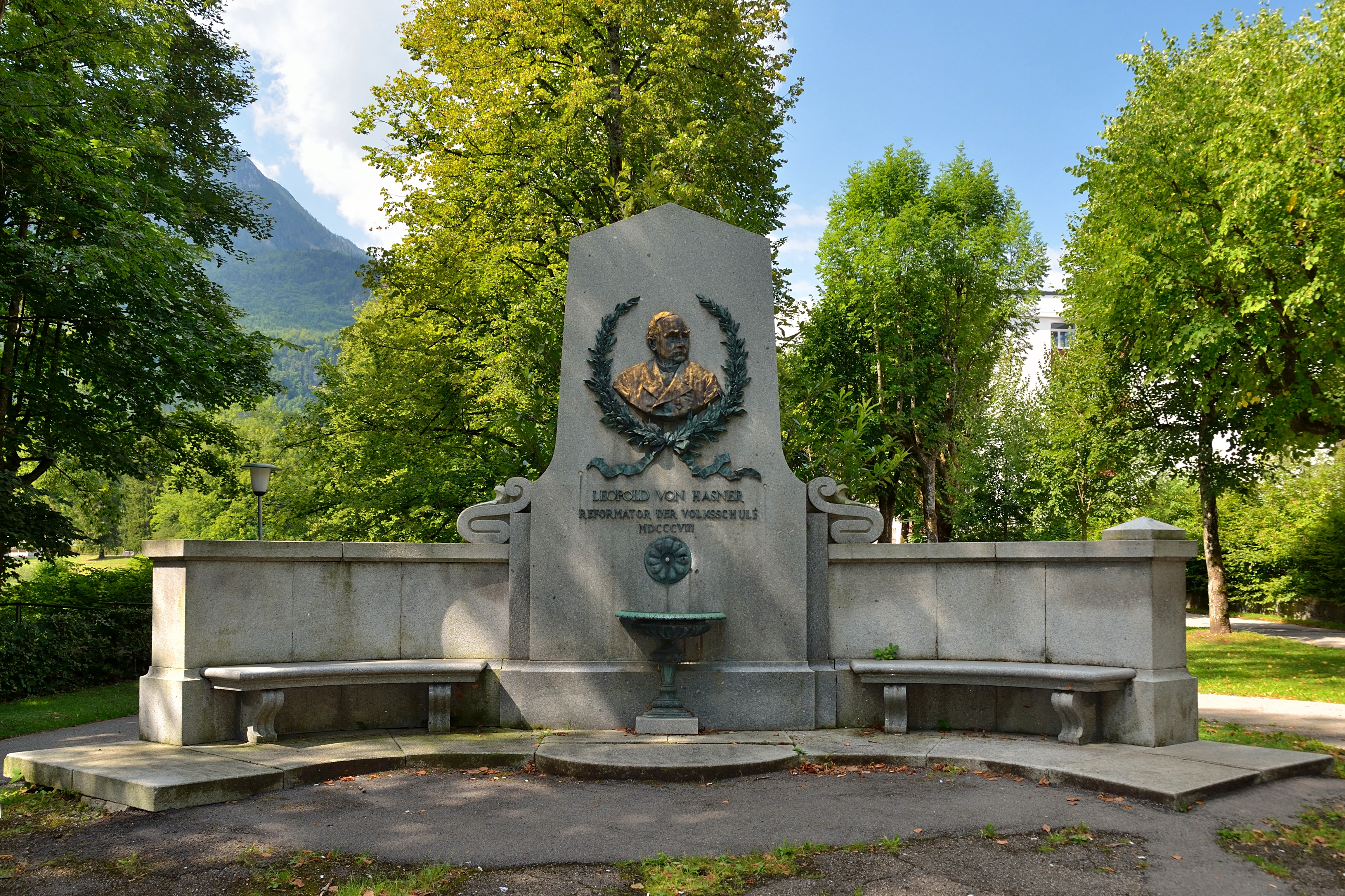
Pomník v Bad Ischlu

Jeho politická kariéra vyvrcholila v roce 1867, kdy se za vlády Karla von Auersperga stal ministrem kultu a vyučování Předlitavska. Funkci zastával od 30. prosince 1867 do 1. února 1870. Z roku 1869 pochází tzv. „Hasnerův zákon“, kterým byla ustanovena pravidla vyučování na školách obecných, zavedena škola obecná a měšťanská, učitelské ústavy, stanovena osmiletá školní povinnost a pravidla pro ekonomické a sociální zabezpečení učitelů (pravidelné platy). Na tento zákon navázal prozatímní školní řád pro školy obecné, vydaný v roce 1870, jenž stanovil základní pravidla chování ve škole. Zákon také upravoval povinnosti dětí a učitelů a zavedl zákaz tělesných trestů.
Následně krátce nastoupil na pozici předsedy vlády Předlitavska (vláda Leopolda Hasnera). Předsedou vlády byl jen několik týdnů, od 1. února 1870 do 12. dubna 1870. Jako ministr se podílel na definici vztahu církve a škol, rozvoji sítě základních škol a zasadil se o zřízení lékařské fakulty na univerzitě v Innsbrucku. Z postu ministra přešel do čela vlády v době vyhroceného pnutí mezi stoupenci liberalistického centralismu a konzervativního federalismu. Nepodařilo se mu ale pro svůj kabinet dojednat trvalejší podporu a podal demisi.
I po odchodu z vládních funkcí byl ale nadále, až do konce 80. let 19. století, aktivní při jednání Panské sněmovny.
Jeho bratrem byl oční lékař, profesor na pražské univerzitě a politik Josef Hasner von Artha.